# Бернхард Шлинк
Бернхард Шлинк е германски професор по право и писател.

## Детство и семейство
Бернхард Шлинк е роден на 6 юли 1944 г. в Билефелд. Бащата му Едмунд Шлинк е професор по теология в Хайделберг, а дядо му Вилхелм Шлинк е професор по механика. Леля му Базилея Шлинк е основателка на евангелистки орден. Съпругът на сестра му Клаус Енгелхарт е бившият регионален евангелистки епископ на област Баден и бивш председател на съвета на Евангелистката църква в Германия.
Скоро след раждането си Бернхард Шлинк се мести със семейството си в Хайделберг, където преминава детството му. Бил е стипендиант на Евангелистката служба за подпомагане на талантливи студенти Villigst.

## Юристът Шлинк
Шлинк следва право в „Рупрехт-Карлс-Университет“ в Хайделберг и в Свободния университет в Берлин. Заемал е длъжността асистент в Техническия университет в Дармщат, в университета в Билефелд и в „Алберт-Лудвигс-Университет“ във Фрайбург. През 1975 г. защитава успешно дисертация на тема „Правната преценка в конституционното право“ (Abwägung im Verfassungsrecht, публикувана 1976 г.) и става доктор на юридическите науки в Хайделберг, а през 1981 г. се хабилитира във Фрайбург с труд на тема „Административна взаимопомощ: Принос към теорията за разделението на властите в администрацията“ (Die Amtshilfe: Ein Beitrag zu einer Lehre der Gewaltenteilung in der Verwaltung, публикувана 1982). През 1989 държи доклад на конгреса на Обединението на германските преподаватели по държавно право в Хановер на тема Овладяване на научния и технически прогрес от административното право.
Между 1982 и 1991 г. е професор по право в Бонския университет „Фридрих-Вилхелм“, а от 1991 до 1992 г. в Гьоте университет Франкфурт на Майн. От 1992 г. е професор по публично право и философия на правото в Хумболтовия университет на Берлин.
Настоящите му изследователски интереси лежат в областта на:
- Основните права в международно сравнение
- Донос и предателство от Средновековието до съвременността
- Разходите на правосъдието

Сред учениците на Шлинк е и Ралф Пошер от Рурския университет в Бохум. От 1987 до 2005 г. Бернхард Шлинк е съдия в Конституционния съд на федерална провинция Северен Рейн-Вестфалия в Мюнстер.
През август 2005 г. представлява федералното правителство на Германия пред Федералния конституционен съд в процеса по жалбите на двама депутати от Бундестага срещу решението на президента на Федерална република Германия Хорст Кьолер да разпусне Бундестага и да насрочи дата за нови избори за Бундестаг през 2005 г.
Бернхард Шлинк е член на Надзорния съвет на първото немско юридическо интернет списание Humboldt Forum Recht.
Днес той живее в Ню Йорк, Бон и Берлин.

## Писателят Шлинк
Бернхард Шлинк започва рано да пише литературни текстове. На осем години преработва кавга с брат си Вилхелм в драмата „Братоубийството“. По време на пубертета си пише сонети, които посвещава на нещастната си младежка любов.
През 1987 г. в съавторство с колегата си Валтер Поп пише първия си роман Правосъдието на Зелб (Selbs Justiz). В него се разказва за 68-годишния частен детектив Герхард Зелб, който при разрешаването на един от случаите си се сблъсква със собственото си минало.
През 1989 г. на ежегодния фестивал Criminale на Групата на немскоезичните автори на криминална литература Шлинк е отличен с наградата Friedrich Glauser за своя криминален роман Гордиевата панделка (Die gordische Schleife).

### "Четецът"
За "Четецът" получава наградата Hans Fallada (1997), италианска литературна награда (1997), приза Laure Bataillon (най-високо датираната награда за преводна литература) (1997) и Световната литературна награда на списание Die Welt (1999).
Романът разказва историята на гимназиста Михаел и загадъчната, доста по-възрастна от него Хана. Германия, края на 50-те години на XX век, една случайна среща води до пламенна любовна афера. Всичко между тях обаче приключва с изчзването на Хана, а когато след години пътищата им отново се пресичат, нищо не е същото. Той е студент по право, а тя е изправена пред съда с други бивши надзирателки в концлагер заради невъобразимо престъпление по време на Холокоста. Докато следи процеса, Михаел постепенно осъзнава, че почти през целия си живот Хана е пазила тайна, която смята за по-страшна и от нацисткото си минало. 
Дълбоко хуманен и непреходен "Четецът" шокира и трогва с еднаква сила. С характерния си пестелив, но изкусен стил световнопризнатият автор Бернхард Шлинк повежда читателя през сложен морален лабиринт и разказва история за любовта и загубата, за вината и прошката, за греха и изкуплението. А също и за силата на думитекато мост между поколенията и като възможност да продължим напред - въпреки всичко.  
"Четецът" е преведен на 39 езика и е първата немска книга, застанала на първо място на класацията за бестселъри на Ню Йорк Таймс. 2007 започват снимките на екранизацията по романа в Берлин, Гьорлиц и Кьолн, филмът излиза по екраните през 2009 г. под английското заглавие The Reader (в България официалната му премиера е на 24 април 2009 г.).

### "Внучката"
"Внучката" е сред най-новите книги на Бернхард Шлинк. 
Берлин, 2015-а. След самоубийството на съпругата си книжарят Каспар разкрива тайна, която тя е пазила през целия им съвместен живот. Петдесет години по-рано, малко преди да избяга при него на Запад, Биргит е родила дете от друг мъж.
Търсейки отговори, Каспар решава да направи това, за което жена му така и не е събрала смелост – да открие дъщеря ѝ. Пътуването му през болезнената история на Германия го отвежда до общност на неонацисти, сред които живее внучката на Биргит – четиринайсетгодишната Зигрун. Надеждата му е да я спаси, като ѝ покаже един напълно различен свят. Но дали ще успее?
Обвързан идейно с най-прочутата творба на Бернхард Шлинк – „Четецът“, романът „Внучката“ въздейства с не по-малка сила. Световнопризнатият автор едновременно съкрушава и обнадеждава, навлизайки деликатно в общочовешките теми за товара на миналото, парадоксите на любовта и търсенето на истината и свободата. 

## Творчество

### Специализирана юридическа литература
- Vergangenheitsschuld und gegenwärtiges Recht, Frankfurt a.M. 2002
- Aktuelle Fragen des pränatalen Lebensschutzes, Berlin 2002
- Grundrechte. Staatsrecht II, в съавторство с Бодо Пиерот, 24. Aufl., C.F. Müller, Heidelberg 2008
- Polizei- und Ordnungsrecht mit Versammlungsrecht, в съавторство с Михаел Книзел и Бодо Пиерот, 5. Aufl., C.H. Beck, München 2008.

### Белетристика
- 1987 Selbs Justiz (в съавторство с Валтер Поп)
- 1988 Die gordische Schleife, криминален роман
- 1992 Selbs Betrug
- 1995 Четецът (издателство "Кръг", 2024)
- 2000 Бягства от любов
- 2001 Selbs Mord
- 2006 Die Heimkehr
- 2008 Das Wochenende
- 2021 Die Enkelin - Внучката (издателство "Кръг", 2024)

### Съчинения
- 2000 Heimat als Utopie
- 2005 Vergewisserungen – Über Politik, Recht, Schreiben und Glauben

## Награди и отличия
- 1989: Friedrich Glauser на „Групата на немскоезичните автори на криминална литература – Синдикатът“ за Die gordische Schleife
- 1993: Германската крими награда за Selbs Betrug
- 1995: Звезда на годината на Abendzeitung за Четецът
- 1997: Grinzane Cavour (Италия) за Четецът
- 1997: Награда Laure Bataillon (Франция) за Четецът (Отличие за автора и за преводача Бернар Лортолари)
- 1998: „Награда Ханс Фалада“ на град Ноймюнстер за Четецът
- 1999: „Литературната награда на вестник „Велт““ за цялостно творчество
- 2000: Почетно членство в Обществото Хайнрих Хайне в Дюселдорф
- 2000: „Евангелистката награда за книга“ за Четецът
- 2000: Специалната културна награда на японския всекидневник Mainichi Shimbun, която се връчва всяка година на японски художествен бестселър, за Четецът